# Hämoglobin Barts
Das Hämoglobin Barts besteht aus vier gamma-Ketten. Es ist schwer löslich und reichert sich deshalb in den roten Blutkörperchen an. Zudem hat es eine extrem hohe Affinität zu Sauerstoff, was dazu führt, dass im Gewebe fast kein Sauerstoff mehr vorhanden ist. Hämoglobin Barts wird bei einer Erkrankung an α-Thalassämie produziert; in der schwerwiegendsten Form dieser Krankheit ist es die einzige Art von Hämoglobin, die sich noch im Körper befindet. In dieser Situation würde sich ein Hydrops fetalis entwickeln und dieser normalerweise vor oder kurz nach der Geburt sterben, außer es wird eine intrauterine Bluttransfusion durchgeführt.
Da Hämoglobin Barts durch alpha-Thalassämie erhöht wird, kann es, als gemessener Wert, für einen nützlichen Screening-Test zu dieser Krankheit sehr hilfreich sein.
Diese Variante des Hämoglobins wurde so benannt, da sie im St Bartholomew’s Hospital in London entdeckt wurde. Das Krankenhaus hat den Spitznamen „St. Barts“, sodass man das Hämoglobin schließlich Hämoglobin Barts nannte.